# بیرگیت نیلسون

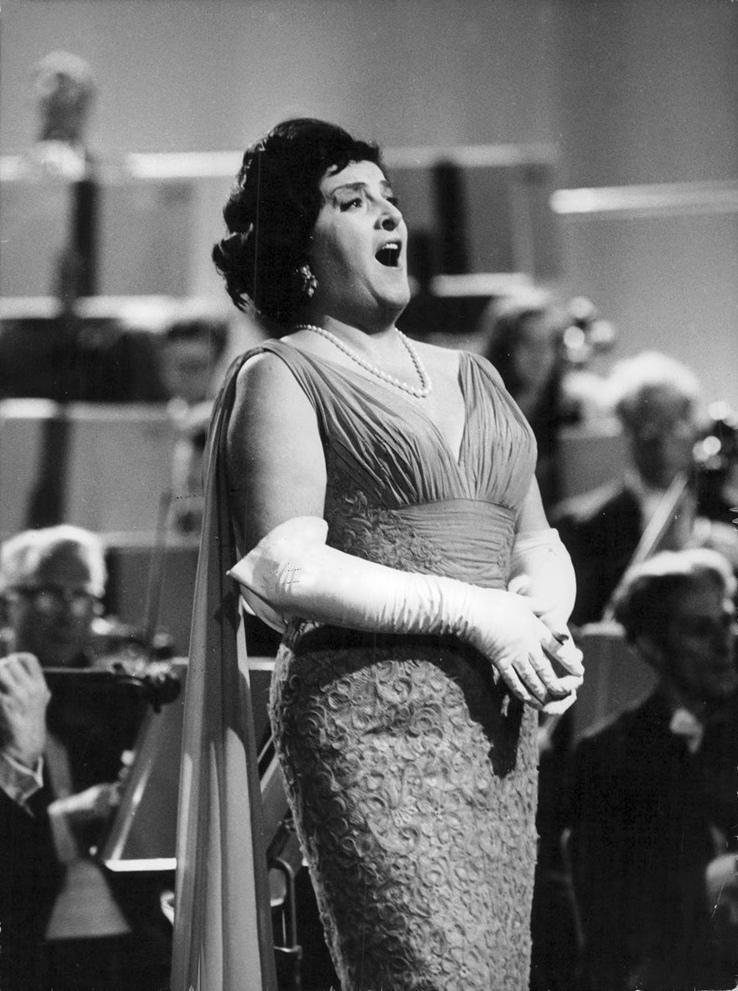
بیرگیت نیلسون خواننده سوئدی

بیرگیت نیلسون (سوئدی: Birgit Nilsson; ۱۷ مهٔ ۱۹۱۸ – ۲۵ دسامبر ۲۰۰۵) یک خواننده اهل سوئد بود که بیشتر بخاطر اجرای آثار ریشارد واگنر شناخته میشد.